# Rex J. Walheim
Rex Joseph Walheim, född 10 oktober 1962 i Redwood City, Kalifornien, är en amerikansk astronaut uttagen i astronautgrupp 16 den 5 december 1996. Han har också kaptensgrad hos US Air Force.
Walheim är gift och paret har två barn.

## Karriär
Walheim arbetade som tekniker på Johnson Space Center mellan 1986 och 1989. Han påbörjade sin utbildning hos Nasa i augusti 1996. Walheim har förutom sina rymduppdrag varit med och tagit fram tekniska metoder som används ombord på ISS.
Hans första rymdfärd var med STS-110 i april 2002. Det var det trettonde rymdfärjeuppdraget till ISS. Med besättningen på STS-110 monterade Walheim modulen S-0. Med på STS-110 var också Stephen N. Frick, som åter ingick i besättningen på STS-122. Totalt genomförde Walheim två rymdpromenader på totalt 14 timmar och fem minuter under det 11 dagar långa uppdraget.

## Rymdfärder
- Atlantis - STS-110
- Atlantis - STS-122
- Atlantis - STS-135 - Den sista planerade rymdfärjeflygningen.